# Конан з Венаріума
«Конан з Венаріуму» (англ. Conan of Venarium) — фентезійний роман американського письменника Гаррі Тертлдава, редагований Терезою Нільсен Гейден, у якому розповідається про героя Роберта Говарда з мечем і чаклунством Конана Варвара. Вперше він був опублікований у твердій палітурці видавництвом Tor Books у липні 2003 року; звичайне видання в м'якій обкладинці вийшло від того самого видавця в липні 2004 року.
Згідно зі змістом, книга містить перелік «Романів Конана в хронологічному порядку» в кінці тексту; однак, принаймні у виданні в м'якій обкладинці, наданий список включає лише романи Конана, опубліковані Tor, і не є хронологічним ні з точки зору змісту, ні з точки зору публікації.

## Сюжет
Аквілонська армія під командуванням графа Стеркуса перетинає кордон Босонії та вступає до південної Кімерії. Невдовзі ми дізнаємося, що, хоча Стерк і здібний полководець та воїн, він потрапив у немилість до царя Нумедіда через свої розпусні вчинки з підлітками ще в Аквілонії. Його заслання на прикордоння, вочевидь, є частиною його покаяння.
Звістка про вторгнення поширюється Кімерією, армія продовжує просуватися на північ, щовечора зводячи фортеці, де стає табором. Врешті-решт Стерк задоволений своїм просуванням і оголошує привал.
Останній збудований форт називається Венаріум.
Ми знайомимося з 12-річним хлопчиком, на ім'я Конан, який живе зі своєю сім'єю в селі Дутіл, розташованому на північ від Венаріуму, приблизно за день шляху пішки. Сім'я Конана складається з його батька, коваля Мордека, та матері, Веріни. Відколи Конан себе пам'ятає, мати хворіє на туберкульоз.
Дутиль — чимале село, в якому є коваль, мірошник, ткач, чинбар та інші кустарні промисли. Багато фермерів і пастухів використовують Дутиль як центр торгівлі та джерело додаткової робочої сили під час збору врожаю. Щонайменше 2 будинки в Дутилі мають більше однієї кімнати.
Звістка про вторгнення незабаром доходить до Дутілу. Мордек і Баларґ, двоє головних старійшин, вирішують, як найкраще продовжувати поширювати цю звістку в інших селах. У цей час ми також чуємо, що Конан відчуває щось більше, ніж миттєву прихильність до доньки Баларґа, Тарли, яка є його ровесницею.
Незабаром чоловіки кількох кланів збираються, щоб дати відсіч нападникам аквілонцям. Мордек готовий приєднатися до них. Вони з Конаном свариться через те, що Конан наполягає на тому, що він вже достатньо дорослий, щоб приєднатися до битви.
Клани оточують форт і починають запеклу атаку, але їх розсіює напад аквілонської кінноти, коли вони збираються прорватися через браму. Кімерійці розбиваються і тікають, багато з них потрапляють під коні і гинуть. Кілька чоловіків з Дутілу виживають з різними пораненнями. Мордек, один з останніх кімерійців, що покинув битву, стає останнім селянином з Дутілу, який повертається додому. Він та його одноплемінники покірно приймають те, що поки що вони повинні жити як завойовані піддані Аквілонії.
Невдовзі до Дутілу прибуває загін аквілонських солдатів під командуванням капітана Тревірана. Мордек перекладає накази капітана кімерійською мовою. Він обіцяє ставитися до кімерійців справедливо, але попереджає їх, що кожен аквілонець, якого скривдить кімерієць, завдасть шкоди десятьом кімерійцям у відповідь. Тревірій навіть заходить так далеко, що попереджає їх, щоб вони оберігали свою молодь від нечистих інтересів графа Стеркуса, свого командира у Венаріумі. Загін будує невеликий обнесений стіною комплекс за два кроки від села як гарнізону
Незабаром після цього починають прибувати поселенці, які засновують садиби навколо Венаріума і на південь до боснійського кордону.
Ми бачимо, як Конан росте в кайданах юності, його сімейної ситуації та ворожнечі, яку він відчуває до солдатів-окупантів і поселенців.
Окупація триває близько двох років.
Того літа два десятки кімерійських кланів повстають проти загарбників, і орда просувається на південь, повністю знищуючи Венаріум, витісняючи останніх вцілілих поселенців і залишки розгромленої аквілонської армії до Босонії, що випереджала їх. Кілька кімерійців перетинають Босонію, щоб дати аквілонцям суворий урок про те, що не варто навіть думати про нове вторгнення. Не один загін просувається на південь через Босонію, здійснюючи набіги на Гундерленд. Загін Конана навіть просувається досить далеко на південь, щоб увійти в саму Аквілонію, але незабаром після цього його винищують до єдиної людини; Конан — єдиний, хто вижив.
Прямуючи на південь через Аквілонію, маючи намір дістатися до столиці Тарантії, Конан наймається візником, хоча ніколи не їздив верхи на коні та не керував возом. Він доставляє віз цибулі, як і обіцяв, а потім викрадає віз, щоб вирушити на південь і схід, до інших гіборійських земель.
Наприкінці історії Конану 14 років.

## Рецензії
Роланд Ґрін з Booklist, сам автор попередніх романів про Конана, писав: «Серед численних лімнерів Конана, Тертлдава виділяється неперевершеним портретом кімерійського суспільства та чудовою, розумною характеристикою юного варвара».
Джекі Кассада з Library Journal назвала книгу «гарним доповненням до бібліотечних романів Конана».
Publishers Weekly писав: «Тертлдав… намагається влити трохи життя в популярний піджанр продовження Конана, але ця історія дорослішання героя-варвара Роберта Е. Говарда, на жаль, така ж звичайна, як і всі інші імітації покійний Лін Картер і компанія… Елементів фентезі, на жаль, небагато… Лише фанати Конана та автори збірки Горлиці, ймовірно, підберуть цей роман про меч із невеликою кількістю чаклунства».
Kirkus Reviews зазначив лише, що «Тертлдав відкривається на знайомій суворій доісторичній території» і що книга мала «закуту аудиторію».
Дон Д'Аммаса називає цей роман «єдиним малюнком Конана Горлиці» «набагато більш сфокусований, ніж розлогі історії альтернативної історії автора, і в результаті вийшло стрімке і досить непогане варварське фентезі, яке краще за середнє передає атмосферу оригінальної серії Говарда». Він зазначає, що «юність Конана в Кімерії була описана кілька разів раніше, хоча коротко і з суперечностями. Це набагато довша версія, але вона також суперечить іншим». Він також зауважує, що «Конан Горлиці більш тонкий, але також більш гарячий».